# 大分市立鴛野小学校
大分市立鴛野小学校（おおいたしりつ おしのしょうがっこう）は、大分県大分市鴛野にある公立小学校である。

## 概要
大分市の南郊の住宅団地群の中にあり、敷戸団地の一部（敷戸新町）が校区に含まれる。
敷戸団地をはじめとする住宅団地の開発による学齢期児童の増加に伴い、1979年（昭和54年）4月に大分市立敷戸小学校より分離して創立された。
校章には、「鴛野」の地名に因んで、2羽のオシドリ（鴛）がデザインされている。

## 沿革
- 1979年（昭和54年）4月 - 大分市立敷戸小学校より分離して創立。

## 通学区域
敷戸新町、鴛野の一部、旦野原の一部、寒田の一部、宮崎の一部、中判田の一部
全域が、大分市立稙田東中学校の通学区域であり、本校の卒業生の多くは稙田東中学校に進学する。

## 交通
- 九州旅客鉄道（JR九州）豊肥本線敷戸駅より徒歩約10分
- 大分バス敷戸停留所より徒歩約8分